# 李祉均 (籃球運動員)
李祉均（1995年4月27日—）為香港女子籃球運動員，場上位置為得分后卫，出身聖公會奉基小學、協恩中學以及香港理工大學，2011年至2021年效力於香港女子甲組聯賽偉邦籃球隊，2021年5月前往中國內地到東莞與武漢進行試訓，最終在同年10月獲得陝西女籃的合約，為WCBA首位香港球員。WCBA菜鳥球季李祉均出賽17場，一次先發上陣，場均上場23分鐘，可挹注16.4分、3.3籃板、2.2助攻、1.7抄截以及0.6阻攻，並入選WCBA明星賽，所屬球隊陝西女籃最終以2勝15敗位居第16名作收。2022年11月李祉均轉戰山西女籃，第二個球季總計出賽18場，場均上場約23分鐘，可貢獻9.06分。2023年10月李祉均加入天津女篮。2024年9月李祉均加入山東女籃。

## 外部連結
- 李祉均在archive.fiba.com（archived）（英语）
- 李祉均在Eurobasket.com（球員）（英语）